# Municipio de Marion (condado de White)
El municipio de Marion (en inglés: Marion Township) es un municipio ubicado en el condado de White en el estado estadounidense de Arkansas. En el año 2010 tenía una población de 457 habitantes y una densidad poblacional de 19,13 personas por km².

## Geografía
El municipio de Marion se encuentra ubicado en las coordenadas 35°21′11″N 91°51′31″O / 35.35306, -91.85861. Según la Oficina del Censo de los Estados Unidos, el municipio tiene una superficie total de 23.88 km², de la cual 23,88 km² corresponden a tierra firme y (0 %) 0 km² es agua.

## Demografía
Según el censo de 2010, había 457 personas residiendo en el municipio de Marion. La densidad de población era de 19,13 hab./km². De los 457 habitantes, el municipio de Marion estaba compuesto por el 94,31 % blancos, el 0,88 % eran afroamericanos, el 1,09 % eran amerindios, el 0,44 % eran de otras razas y el 3,28 % eran de una mezcla de razas. Del total de la población el 1,97 % eran hispanos o latinos de cualquier raza.